# حضض أوربي
حُضَض أوربي أو عُرْقد أوربي أو عنب الديب أو عقود  نوع من النباتات المزهرة في فصيلة الباذنجانية. موطنه منطقة البحر الأبيض المتوسط بأكملها، وقد أدخل إلى جزر الكناري ومديرة وجزر البليار. ثمارها صالحة للأكل. تعلو من متر إلى ثلاثة أمتار. أوراقها مستطيلة نصلها ناعم البشرة قليل الزغب. أزهارها بنفسجية صغيرة القد. ثمارها إلى الحمرة العابقة. إزهراها يستمر من نيسان إلى أيلول